# 119. brigada HV
119. brigada HV-a je brigada Hrvatske vojske. 

## Povijest
Dana 7. rujna 1991. godine osnovana je 119. istarska brigada Zbora narodne garde. Pripadnici brigade bili su s područja cijele Istre. Bojne je imala u Puli, Rovinju i Labinu. S četiri je bojne pokrivala cijelu Istru, po jedna u Umagu i Pazinu te dvije pulske, prva i četvrta. Bila je prva veća organizirana vojna postrojba iz Istre. Kroz brigadu je prošlo oko 6.300 pripadnika.
Prve zadaće bile su krajem 1991., kad se preuzimalo vojne objekte koje je tad napuštala JNA. Najveći odaziv na bojišnicu bio je iz Istre, a u to vrijeme je Istra prihvatila velik broj prognanika i izbjeglica od koji su mnogi i nakon rata ostali. 119. brigada je većinu ratnog puta imala na ličkom bojištu. Pojedini vodovi bili su i u Slavoniji te oko Dubrovnika. Ljeta 1992. godine brojni su joj pripadnici demobilizirani koji su potom prišli drugim postrojbama Hrvatske vojske. Godine 1994. opet su pripadnici mobilizirani pa je angažirana na području Like. U Lici je bila i tijekom oslobodilačke vojno-redarstvene akcije Oluje, djelujući na pravcu Glibodol - Saborsko - Plitvice - Rakovica - Tržačka Raštela.

## Počasti
- Priznanje „Grb Istarske županije” (2016.).[2]
- Spomen-obilježje poginulim i ranjenim pripadnicima 119. brigade HV u Dabru kod Otočca.[3]

### Mrežna sjedišta
- Povjesnica 119. brigade HV. Klub 119. brigade HV. Pristupljeno 21. svibnja 2025.
- Dodjela Grba Županije. Klub 119. brigade HV. Pristupljeno 21. svibnja 2025.
- Otkriveno obnovljeno Središnje komemorativno spomen obilježje. Klub 119. brigade HV. Pristupljeno 21. svibnja 2025.